# 1921 na arte

## Nascimentos
| Data           | Nome              | Profissão                                              | Nacionalidade    | Observações | Ref |
| -------------- | ----------------- | ------------------------------------------------------ | ---------------- | ----------- | --- |
| 8 de fevereiro | Cipriano Dourado  | artista plástico neo-realista                          | Portugal         | m. 1981     |     |
| 12 de abril    | Frans Krajcberg   | pintor, escultor, gravador e fotógrafo                 | Polónia / Brasil |             |     |
| 25 de abril    | Karel Appel       | pintor, designer, artista gráfico, escritor e escultor | Países Baixos    | m. 2006     |     |
| 30 de abril    | Lupimanso         | pintor                                                 | Portugal         |             |     |
| 28 de junho    | Martins da Costa  | pintor                                                 | Portugal         | m. 2005     |     |
| 1 de novembro  | António Domingues | pintor e ilustrador                                    | Portugal         | m. 2004     |     |
| 17 de novembro | Albert Bertelsen  | pintor                                                 | Dinamarca        |             |     |
| ??             | Percy Deane       | pintor e desenhista                                    | Brasil           | m. 1993     |     |

## Mortes
| Data           | Nome              | Profissão                     | Nacionalidade                              | Observações | Ref |
| -------------- | ----------------- | ----------------------------- | ------------------------------------------ | ----------- | --- |
| 14 de agosto   | Ângelo de Lima    | pintor e poeta                | Reino Unido de Portugal, Brasil e Algarves | n. 1872     |     |
| 12 de novembro | Fernand Khnopff   | pintor                        | Bélgica                                    | n. 1858     |     |
| ??             | Jean-Paul Laurens | escultor, ilustrador e pintor | França                                     | n. 1838     |     |

## Prémios
- Prémio Valmor e Municipal de Arquitectura 1921 - Tertuliano Marques[1].